# 丁朝棟
丁朝棟（？—1650年11月28日），字潤生，江西撫州府臨川縣人，南明政治人物。

## 生平
丁朝棟是萬曆四十六年（1618年）的舉人，九次參加會試都未能進士，弘光元年（1645年）時得知清軍攻陷南京，他就日夜悲呼，立志勤王，與弟弟丁朝陳及義民徐應期、黃文光起兵響應永寧王朱由𣚅。清朝軍隊屠殺他的家人，他就前往桂林投靠永曆帝，獲授工部主事，升任左侍郎。
永曆四年（1650年）桂林失陷，永曆帝西奔，丁朝棟和尚書元燁、侍郎江振鵬、巡撫許啟洪、將軍李當瑞、總兵胡祖虞、羊明節等十六人在泗城瀨灘村遇害。門生南昌胡紹先在廣東寓居，為其收骨埋葬，在忠義祠祭祀。

## 引用
1. 1 2  錢海岳《南明史·卷五十六·列傳第三十二》：同（江振鵬）時丁朝棟，字潤生，臨川人。萬曆四十六年舉於鄉。九尚春官不第。南京亡，朝夕悲號，矢志勤王，與弟朝陳及義勇徐應期、黃文光起兵應永寧王由𣚅。清兵屠其家，名捕急，赴桂林，授工部主事，累擢左侍郎。桂林陷，與同官十六人西行，遇害泗城瀨灘村。門人南昌胡紹先方客粵幕，收骨痤之。
2. ↑  錢海岳《南明史·卷三·本紀第三》：（永曆四年）十一月乙卯，……尚書于元燁、侍郎丁朝棟、江振鵬，巡撫許啟洪，將軍李當瑞，總兵胡祖虞、羊明節等死之……
3. ↑  同治《臨川縣志·卷四十四·忠義》：丁朝棟，字潤生，號雲礎，弱冠舉萬厯戊午鄉薦，九上公車不第。甲申闖逆陷京，朝棟日夕悲號，矢志從王；朝棟與弟朝陳及義勇徐應期、黃文光等起兵應永甯王慈炎。大兵屠其家索朝棟兄弟甚急；後赴粵西桂王，授工部主事，尋轉工部右侍郎。庚寅桂王西奔，朝棟與同官十六人遇害於泗城瀨灘村，門人南昌胡紹先方客粵西幕，收其骨而痤之，朝棟祀忠義祠。